# Finding the Rhythms
Finding the Rhythms is het debuutalbum van Hot Water Music en werd uitgebracht in 1995 op Toybox Records en No Idea Records. Het is een verzameling van hun eerste opnames die ook nog terugkomen op verschillende andere releases van de band.

## Nummers
1. "Scraping" - 3:14
2. "The Passing" - 4:41
3. "Floor" - 2:14
4. "Counting Numbers" - 5:06
5. "Liquid America" - 4:36
6. "Bound" - 3:38
7. "Arms Can't Stretch" - 4:50
8. "Practice in Blue" - 3:50
9. "Incisions" - 4:24
10. "Recliner" - 4:14
11. "Present" - 4:48
12. "Eating The Filler" - 6:14